# خايرول إسماعيل
خايرول إسماعيل هو لاعب كرة قدم ماليزي في مركز الدفاع، ولد في 11 ديسمبر 1981 في جوهر في ماليزيا. لعب مع نادي كيدا دارول أمان.

## وصلات خارجية
- خايرول إسماعيل على موقع قاعدة بيانات كرة القدم.إي يو (الإنجليزية)
- خايرول إسماعيل على موقع Soccerway.com (الإنجليزية)